# الدوري الياباني لكرة القدم للسيدات 2003
الدوري الياباني لكرة القدم للسيدات 2003 هو موسم من الدوري الياباني لكرة القدم للسيدات. فاز فيه Tasaki Perule FC ‏.